# Calligonum persicum
Calligonum persicum là một loài thực vật có hoa trong họ Rau răm. Loài này được (Boiss. & Buhse) Boiss. mô tả khoa học đầu tiên năm 1879.